# Yu Song
Yu Song (于 颂S; Qingdao, 6 agosto 1986) è una judoka cinese.

## Palmarès

### Olimpiadi
- 1 medaglia:
  - 1 bronzo (Rio de Janeiro 2016 nei +78 kg)

### Mondiali
- 2 medaglie:
  - 2 ori (Astana 2015 nei +78 kg; Budapest 2017 nei +78 kg)